# Bechkito
Les bechkito sont des pâtisseries d'origine maghrebine, faites avec de la farine, des œufs et beaucoup de sucre.